# Parvoscincus lawtoni
Parvoscincus lawtoni — вид сцинкоподібних ящірок родини сцинкових (Scincidae). Ендемік Філіппін.

## Поширення і екологія
Parvoscincus lawtoni відомі з двох місцевостей, розташованих в горах Сьєрра-Мадре на півночі острова Лусон. Вони живуть у вологих тропічних лісах.